# 1749 az irodalomban

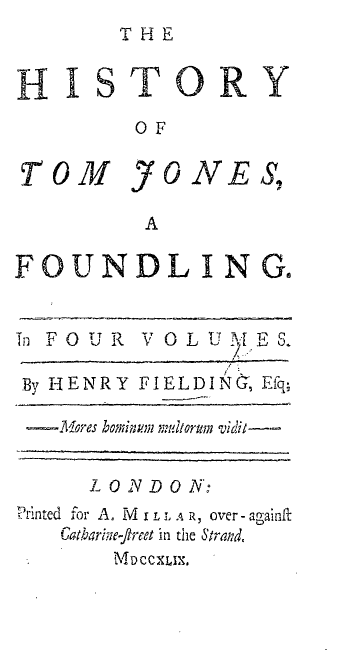
A Tom Jones első kiadásának címlapja

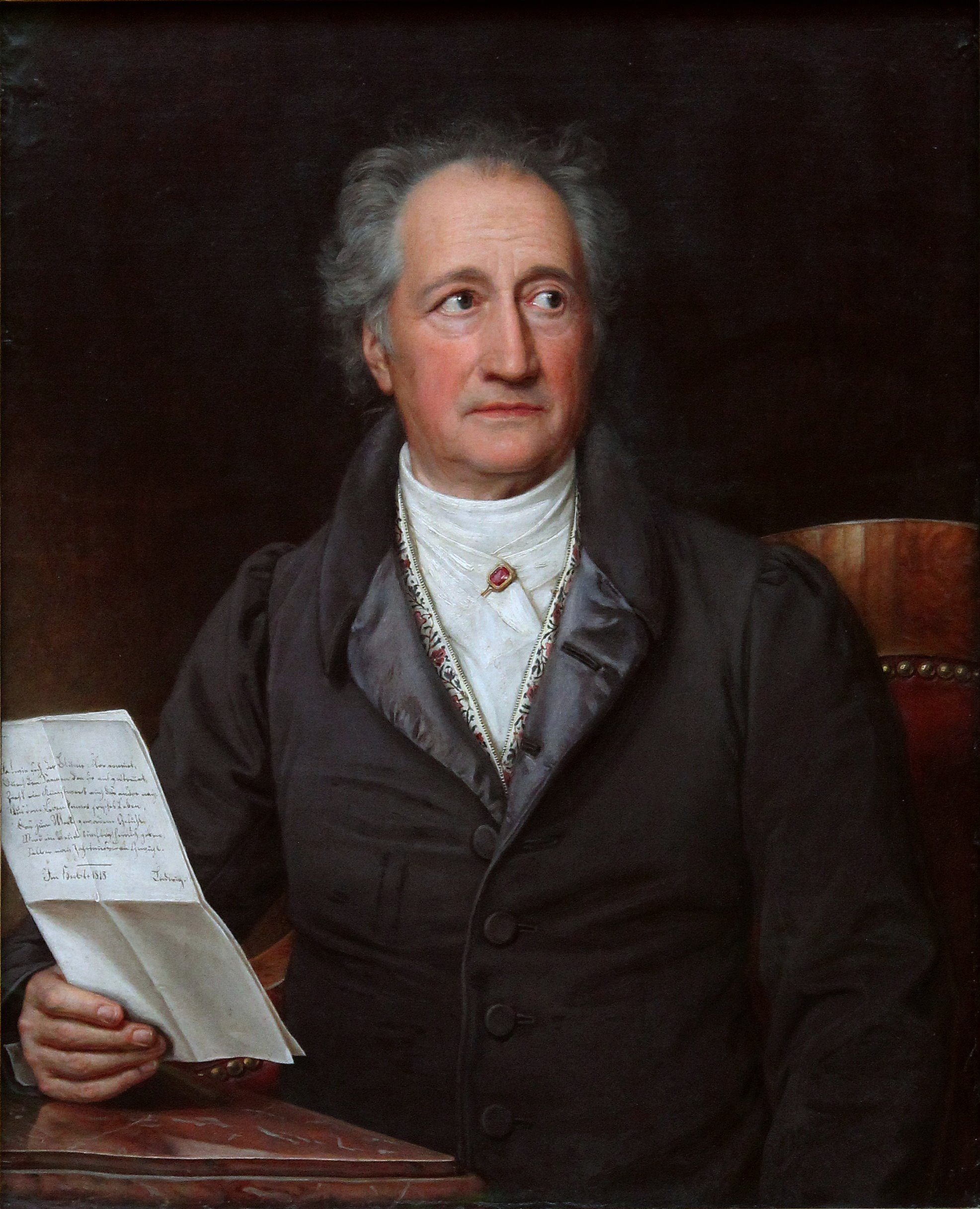
Johann Wolfgang von Goethe

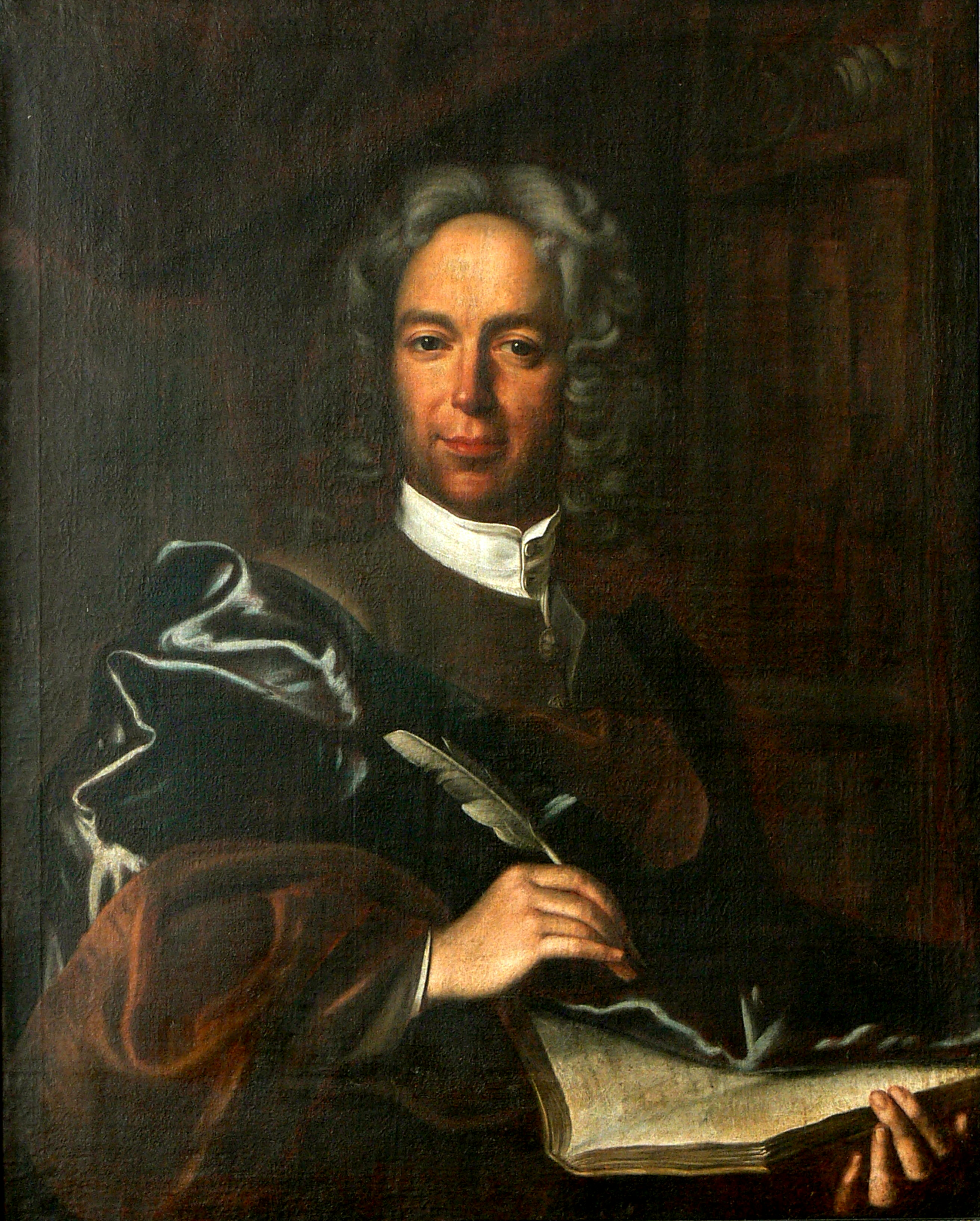
Bél Mátyás

Az 1749. év az irodalomban.

## Új művek
- Henry Fielding regénye: Tom Jones (The History of Tom Jones, a Foundling)
- Samuel Johnson szatírája: The Vanity of Human Wishes (Az emberi vágyak hívsága)
- Ewald Christian von Kleist elbeszélő költeménye: Der Frühling

### Dráma
- Lessing drámája: Die Juden (A zsidók)
- Jean-François Marmontel tragédiája: Aristomène

## Születések
- január 16.– Vittorio Alfieri olasz drámaíró, költő és író († 1803)
- március 9. – Honoré-Gabriel Riqueti de Mirabeau francia politikus, forradalmár, diplomata, író, újságíró († 1791)
- április 13. – Rát Mátyás evangélikus lelkész, nyelvészeti író, az első magyar nyelvű hírlap szerkesztője († 1810)
- április 19. – Ōta Nampo az Edo-kor végén élt japán költő, regényíró († 1823)
- augusztus 28. – Johann Wolfgang von Goethe német költő, író, művészetteoretikus; a világirodalom klasszikusa († 1832)
- augusztus 31. – Alekszandr Nyikolajevics Ragyiscsev orosz író, filozófus († 1802)
- szeptember 1. – Lorenz Leopold Haschka osztrák költő, az osztrák császári himnusz eredeti szövegének szerzője († 1827)
- november 17. – Johann Erich Biester német könyvtáros, publicista, esszéíró, a 17. század egyik felvilágosult gondolkodója († 1816)

## Halálozások
- augusztus 29. – Bél Mátyás magyar–szlovák származású evangélikus lelkész, író, tudós polihisztor (* 1684)